# Bundeshaus (Berno)
Bundeshaus – budynek w centrum Berna (przy Bundesplatz), w Szwajcarii. Jest on m.in. siedzibą dwuizbowego parlamentu Szwajcarii (Rady Narodowej i Rady Kantonów), a także Rady Związkowej. Obiekt składa się z trzech połączonych ze sobą części, centralnej (oddanej do użytku w 1902 roku), wybudowanej w stylu neoklasycystycznym, z wysoką wieżą zwieńczoną kopułą, oraz dwóch rozległych bocznych skrzydeł (zachodnim z 1857 roku i wschodnim z roku 1892). Cały budynek rozciąga się na długość ponad 300 m.
Budynek pełen jest kunsztownych detali i dzieł sztuki, m.in. w westybulu w centralnej części znajduje się rzeźba Die drei Eidgenossen autorstwa Jamesa Viberta, salę obrad Rady Narodowej zdobi obraz Die Wiege der Eidgenossenschaft namalowany przez Charlesa Girona, a w sali Rady Kantonów mieści się fresk Die Landsgemeinde wykonany przez Alberta Welti i Wilhelma Balmera. Obiekt uznany jest za zabytek.

## Historia
Po zakończeniu wojny domowej (1847) i uchwaleniu nowej konstytucji (1848) Szwajcaria przekształciła się z luźnej konfederacji w nieco bardziej scentralizowaną federację kantonów. Początkowo nierozstrzygniętą kwestią pozostawało to, gdzie będą mieściły się instytucje władz federalnych. Ostatecznie jeszcze w 1848 roku wybór padł na Berno, które de facto stało się tym samym stolicą Szwajcarii (formalnie jednak Szwajcaria nie posiada własnej stolicy).
Początkowo Rada Kantonów obradowała w tzw. Rathaus zum Äusseren Stand, natomiast sesje Rady Narodowej odbywały się w budynku berneńskiego ratusza lub w sali koncertowej budynku zwanego „kasynem”, który znajdował się w miejscu dzisiejszej centralnej części budynku parlamentu. Rada Związkowa miała swą siedzibę w pałacu Erlacherhof. Budowa nowej siedziby tych instytucji (wówczas tzw. Bundes-Rathaus) rozpoczęła się w 1852 roku, a 5 czerwca 1857 roku miało miejsce jej otwarcie. Nowy budynek powstał w stylu arkadowym, na południowo-zachodnim skraju starego miasta. Dziś stanowi on zachodnie skrzydło całego budynku parlamentu.
W związku ze wzrostem zapotrzebowania na pomieszczenia dla państwowych instytucji, podjęto decyzję o budowie dodatkowego budynku, będącego niemal kopią już istniejącego budynku parlamentu. Nowy obiekt powstał w latach 1888–1892 na wschód od starego budynku, w miejscu szpitala uniwersyteckiego, tzw. Inselspital (obiekt ten zakupiono w 1880 roku, w roku 1887 dokonano jego rozbiórki).
Dwa podobne do siebie budynki rozdzielało tzw. „kasyno”. Aby je połączyć, postanowiono zlikwidować „kasyno” i w jego miejscu wybudować monumentalną, neoklasycystyczną budowlę spajającą obie części. Obiekt (centralna część budynku parlamentu) powstał w latach 1894–1902 (otwarcie 1 kwietnia 1902 roku). W budynku umieszczono m.in. nowe sale obrad Rady Narodowej i Rady Kantonów, a także imponujący, przestronny westybul. Znajdującą się w zachodnim skrzydle starą salę obrad Rady Narodowej zaadaptowano na bibliotekę, a salę Rady Kantonów przerobiono na biura.